# Scatogenus mulleri
Scatogenus mulleri är en skalbaggsart som först beskrevs av Louis Burgeon 1947.  Scatogenus mulleri ingår i släktet Scatogenus och familjen långhorningar.
Artens utbredningsområde är Gabon. Inga underarter finns listade i Catalogue of Life.